# مارتن كراوزه
مارتن كراوزه (بالألمانية: Martin Krause)‏ هو عازف بيانو وملحن ألماني، ولد في 17 يونيو 1853 في Lobstädt ‏ في ألمانيا، وتوفي في 2 أغسطس 1918 في بلاتلينغ في ألمانيا بسبب الإنفلونزا الإسبانية وإنفلونزا.

## وصلات خارجية
- مارتن كراوزه على موقع ميوزك برينز (الإنجليزية)
- مارتن كراوزه على موقع أول ميوزيك (الإنجليزية)